# Дэбтэр марпо
Дэбтэр марпо, Красная летопись — историческая летопись Центральной тибетской области середины XIV-го века. Летопись повествует о некоторых азиатских странах. Это Индия, Монголия, Си Ся, Китай и Тибет.
В связи с тибетской принадлежностью, эта работа немало рассказывает об истории тибетского средневековья.

## История
Автором летописи является Цальпа Кунга-дорджэ (тиб.: ཚལ་པ་ཀུན་དགའ་རྡོ་རྗེ). Летопись была закончена к 1363 году.
Первая часть летописи начинается с описания генеалогии мифического индийского царя, ведущая к жизни исторического Будды Шакьямуни. В тексте идет описание истории политических отношениях между Китаем и Тибетом во времена династии Тан. Расписана история тибетской династии Ярлунг. Первый крупный раздел заключается историей трона Сакья (Сакья Тридзин) в период династии Юань. Вторая часть в основном рассказывает о распространении буддизма в Тибете.
Летопись рассматривается как весьма важная историческая работа, повлиявшая на появление других исторических сочинений. Так, публиковались некоторые сочинения по истории Китая.
Сегодня исходной считается книга: དུང་དཀར་བློ་བཟང་འཕྲིན་ལས (ред.): དེབ་ཐེར་དམར་པོ་རྣམས་ཀྱི་དང་པོ་ཧུ་ལན་དེབ་ཐེར (Пекин, མི་རིགས་དཔེ་སྐྲུན་ཁང / Mínzú chūbǎnshè 民族出版社 Национальное издание 1981).

## Переводы
- Chén Qìngyīng 陈庆英, Zhōu Rùnnián 周润年. [Online Hóng shǐ 红史]. — Лхаса: བོད་ལྗོངས་མི་དམངས་དཔེ་སྐྲུན་ཁང / 西藏人民出版社, 1988. — ISBN 7223000147.
- Mitsushima Tatasu 光嶌 督. Bonkyō Ramakyō shiryō ni yoru Toban no kenkyū ボン教・ラマ教史料による吐蕃の研究. — Токио, Сейбундо: 成文堂, 1985. — ISBN 9784792370121.
- Inaba Shōju 稲葉正就, Satō Hisashi 佐藤 長. Furan teputeru (hu-lan deb-ther). Chibetto nendaiki フゥラン テプテル (hu-lan deb-ther) チベット年代記. — Киото, Hōzōkan: 法蔵館, 1964.